# Udenrigskorrespondenten
 For Foreign Correspondent er en amerikansk film fra 1940, instrueret af Alfred Hitchcock, se Udenrigskorrespondenten (Hitchcock-film).
Udenrigskorrespondenten er en dansk-fransk film fra 1983.
- Manuskript og instruktion Jørgen Leth.

Henning Jensen og Hanne Uldal er de eneste danske skuespillere, der medvirker i filmen.